# نیکولو بونیفاتزیو
نیکولو بونیفاتزیو (ایتالیایی: Niccolò Bonifazio؛ زادهٔ ۹ اکتبر ۱۹۹۳) دوچرخه‌سوار اهل ایتالیا است.
از باشگاه‌هایی که در آن رکاب زده‌است می‌توان به تیم یوای‌ئی امارات، تیم یوای‌ئی امارات، تیم ترک-سگافردو، و تیم دوچرخه‌سواری بحرین–مریدا اشاره کرد.